# Белик, Крыстян
Крыстян Белик (пол. Krystian Bielik; род. 4 января 1998, Конин, Великопольское воеводство) — польский футболист, полузащитник клуба «Дерби Каунти» и сборной Польши.

## Клубная карьера

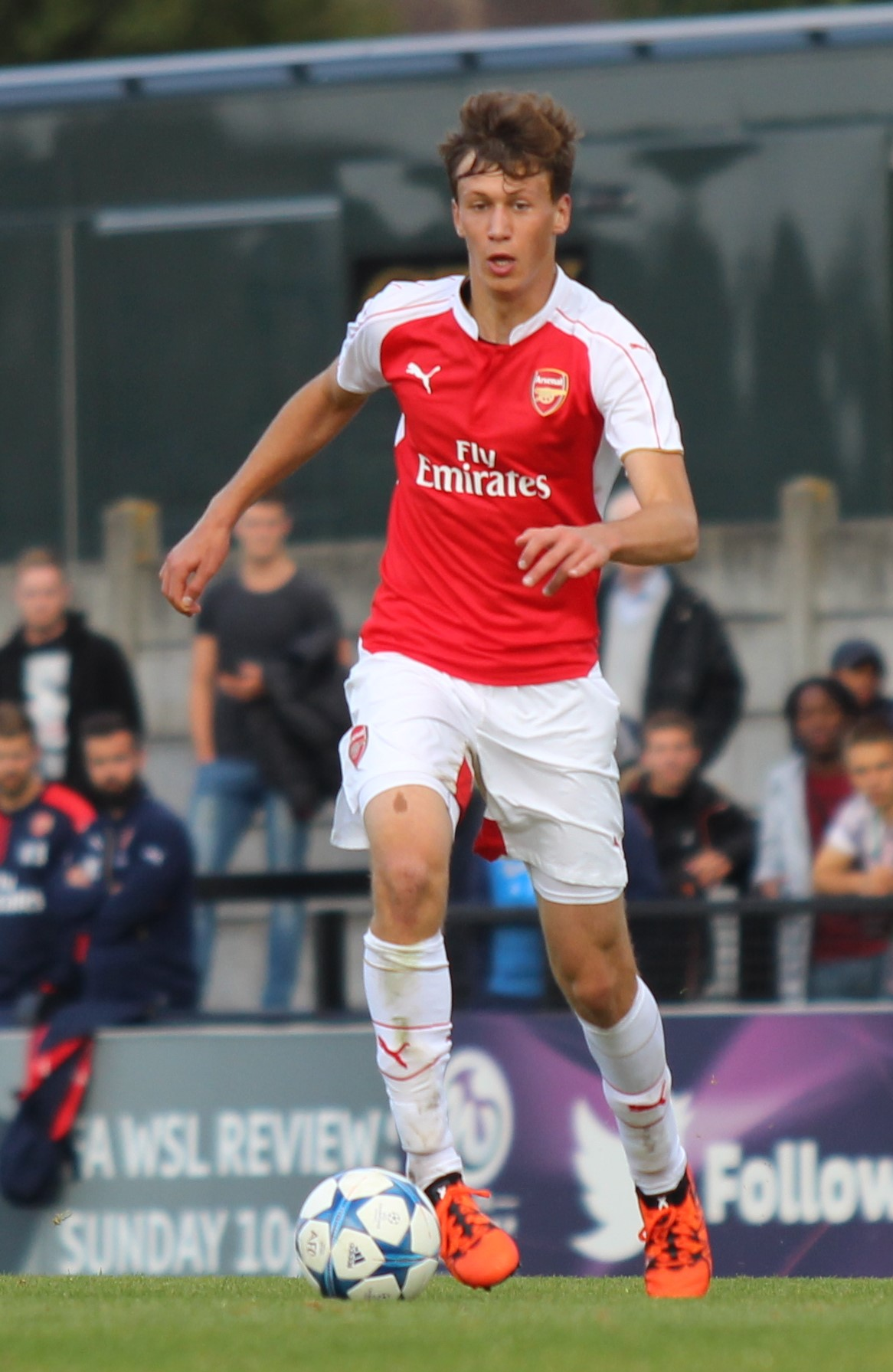
Белик в составе «Арсенала»

Белик — воспитанник клуба «Легия». 24 августа 2014 года в матче против «Короны» он дебютировал в Экстраклассе. В декабре интерес к Крыстяну проявлял лондонский «Арсенал».
21 января 2015 года Белик официально перешёл в лондонский клуб. Сумма трансфера составила 2,4 млн фунтов. 27 октября 2015 года Белик впервые сыграл за основной состав «Арсенала», выйдя на замену в матче четвёртого раунда Кубка Футбольной лиги против «Шеффилд Уэнсдей» (0:3).
В начале 2017 года для получения игровой практики Крыстян на правах аренды перешёл в «Бирмингем Сити». 14 февраля в матче против «Престон Норт Энд» он дебютировал в Чемпионшипе.
В начале 2018 года Белик вновь был отдан в аренду, его новым клубом стал «Уолсолл».

## Международная карьера
В 2017 году в составе молодёжной сборной Польши Белик принял участие в домашнем молодёжном чемпионате Европы. На турнире он был запасным и на поле не вышел.
Летом 2019 года Крыстян был приглашён в сборную для участия в Чемпионате Европы среди молодёжных команд, который состоялся в Италии. В первом матче в группе против Бельгии он отличился голом на 52-й минуте, а его команда одержала победу 3:2. Во втором матче группового раунда против Италии отличился голом на 40-й минуте и принёс победу своей сборной 1:0.